# Calama
Calama är en stad i norra Chile och ligger i regionen Antofagasta. Folkmängden uppgår till cirka 150 000 invånare. Staden är belägen längs Loafloden (Chiles längsta flod), i Atacamaöknen. Calama har en internationell flygplats, Aeropuerto Internacional El Loa.